# A No No
Singles de Mariah Carey
With You
(2018) In the Mix
(2019)
A No No est une chanson de la chanteuse Mariah Carey, sortie le 4 mars 2019. Elle est écrite par Mariah Carey, Robert "Shea" Taylor,
Priscilla Hamilton, Jeff Lorber, Kimberly Jones, Christopher Wallace, Mason Betha, Camron Giles et Andreao Heard,. Elle sample le titre Crush On You de la rappeuse Lil' Kim featuring Lil' Cease et The Notorious B.I.G. Elle est le troisième single officiel de son 15e album studio Caution.
Le single arrive à la 17eme place du Billboard US R&B Digital Song Sales. 

## Composition
A No No est un titre RnB, qui parle du rejet d’un amour passé.

## Accueil
La chanson reçoit d'excellentes critiques.

## Track listing
Digital download
1. "A No No" – 3:07

## Clip vidéo
Le vidéoclip est réalisé par Sarah McColgan,. Il y démontre Mariah en train de chanter et danser avec ude nombreuses personnes dans un métro,,.
Mariah Carey A No No Vidéo Officielle Youtube.com

## Remixes
En Novembre 2018, un remix r&b produit par Jermaine Dupri, est annoncé avec les rappeuses Lil' Kim, Cardi B et Missy Elliott,.. Cependant, une version agrémentée de la rappeuse Stefflon Don est publiée le 22 mars 2019, suivie d'une autre version avec la rappeuse Shawni, qui parait le 4 avril 2019.

## Classement hebdomadaire
| Classement (2019)                     | Position position |
| ------------------------------------- | ----------------- |
| US R&B Digital Song Sales (Billboard) | 17                |